# Mycetophila scourfieldi
Mycetophila scourfieldi är en tvåvingeart som beskrevs av Duret 1986. Mycetophila scourfieldi ingår i släktet Mycetophila och familjen svampmyggor. Inga underarter finns listade i Catalogue of Life.